# Bowdenův kabel

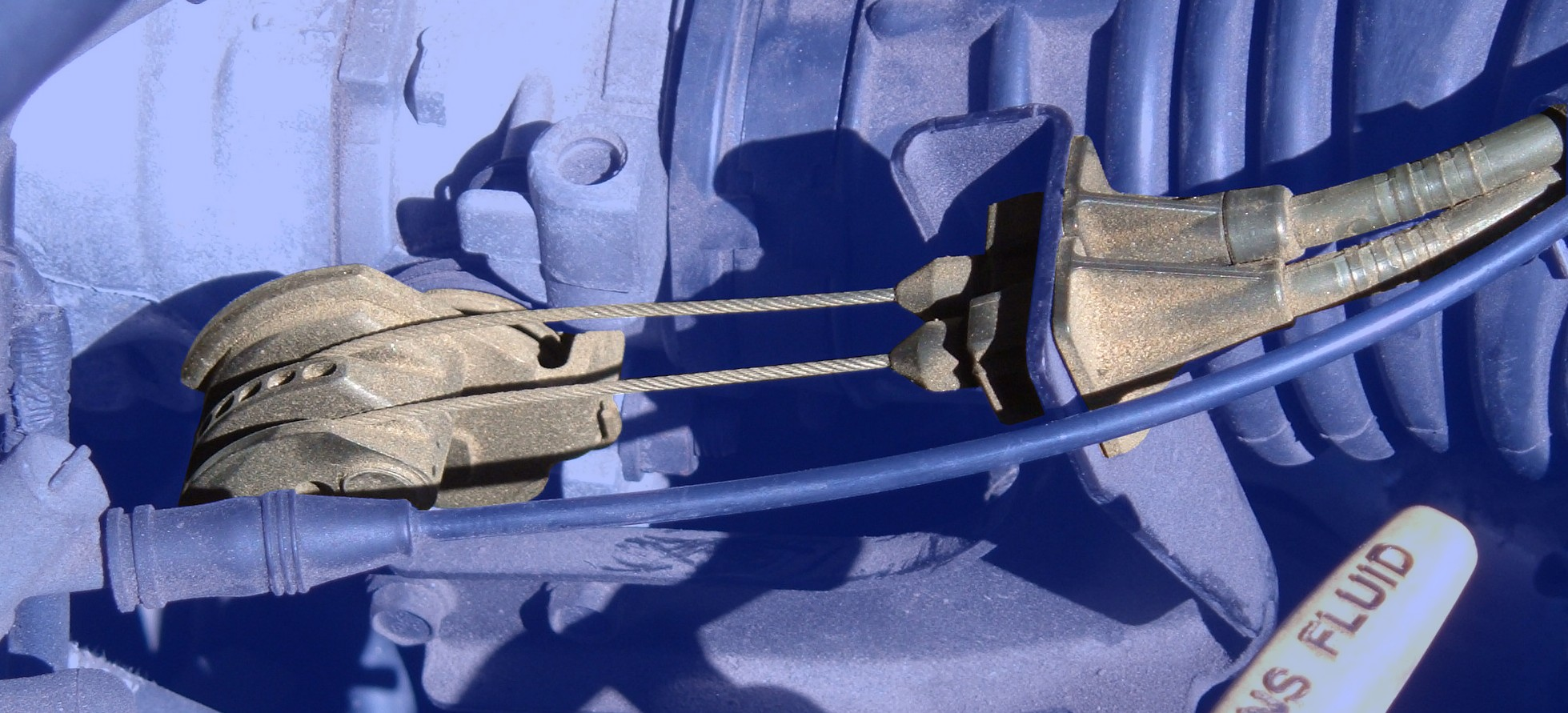
Bowdenův kabel.

Bowdenův kabel neboli bovden či bowden je speciální druh kabelu, který umožňuje přenos mechanické síly a energie. Vynalezl jej Ernest Monnington Bowden a zavedl Frank Bowden, výrobce bicyklů.
Bowdenův kabel se skládá z pružného obalu, uvnitř něhož se pohybuje pevné jádro. Obal obvykle bývá vyroben z ocelové spirály kryté zvenku bužírkou, uvnitř je pak ocelové lanko nebo ocelový drát. Obvykle se tímto kabelem přenáší posuvný pohyb, na krátké vzdálenosti jím lze přenášet i pohyb rotační.